# تلفزيون آفاق
تلفزيون آفاق هو تلفزيون محلي فلسطيني تأسس عام 1995 في نابلس شمال الضفة الغربية وأغلقه الجيش الإسرائيلي في 10 يوليو 2008، وصادر التجهيزات والأرشيفات التابعة للتلفزيون قبل ختم المقر بالشمع الأحمر.